# Como Calcio 1984-1985
Questa voce raccoglie le informazioni riguardanti il Como Calcio nelle competizioni ufficiali della stagione 1984-1985.

## Stagione

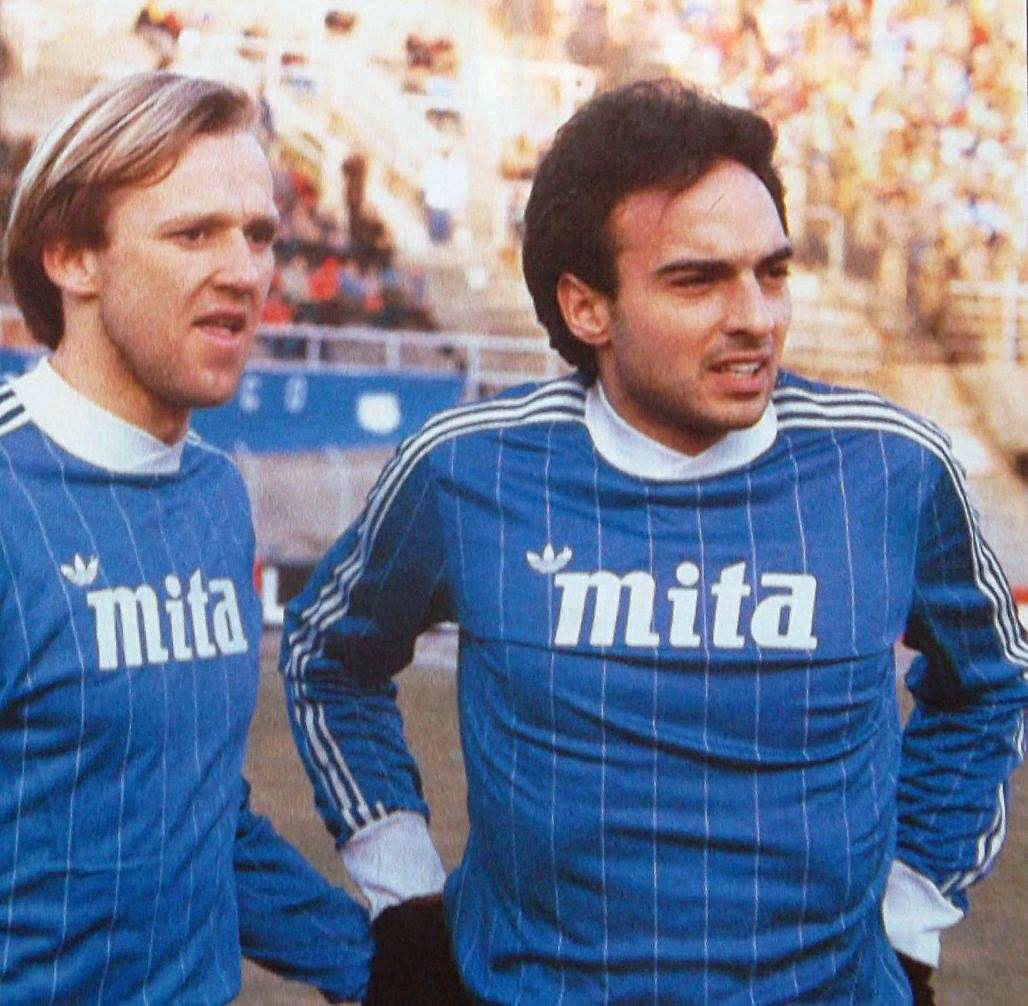
I due stranieri dei lariani per la stagione (da sinistra): l'attaccante svedese Dan Corneliusson e il centrocampista tedesco-occidentale Hansi Müller.

Per il ritorno in massima serie dopo 2 anni di cadetteria, il Como ingaggiò come allenatore il bresciano Ottavio Bianchi. Sul fronte mercato arrivarono in riva al lago Ottoni e (in ottobre) Morbiducci dal Perugia; vennero aggregati alla prima squadra Favaro, De Marchi e Viviani, e ritornò dal prestito a Reggio Emilia Invernizzi.
Ma i due colpi di mercato vennero dalla Germania Ovest e da Milano: adeguandosi alla regola dei due stranieri per squadra vigente all'epoca, furono acquistati dal direttore sportivo Sandro Vitali Corneliusson dallo Stoccarda e Hansi Muller dall'Inter (questo ultimo dopo un'annata turbolenta per i cattivi rapporti con il nerazzurro Beccalossi).
In campionato gli azzurri puntarono alla salvezza: dopo tre pareggi iniziali, presero tre gol dal Napoli di Maradona ma la settimana successiva arrivò la prima vittoria in casa contro l'Udinese. Alla fine del girone d'andata il bilancio dei lariani era di 5 vittorie (da ricordare quella al Meazza contro il Milan per 0-2), 5 pareggi e 5 sconfitte.
Il ritorno iniziò male: dopo 3 sconfitte e 2 pareggi, la situazione cominciò a farsi grave con le sconfitte contro Cremonese e Ascoli (in lotta per la salvezza), ma la vittoria contro una Lazio già spacciata riaprì il discorso salvezza, che venne raggiunta il 28 aprile pareggiando in casa contro il Torino per 0-0 mentre bianconeri, biancocelesti e grigiorossi uscirono sconfitti, venendo retrocessi in B.
L'inaspettata permanenza in Serie A fu, poi, ulteriormente impreziosita dal conseguimento di un record prestigioso: minor numero di reti subite in casa (appena due), un primato tuttora imbattuto (già stabilito dal Milan nel 1968-69) e che copre tutti i vari format della massima serie dall'istituzione nel 1929 del girone unico.

## Divise e sponsor
Il fornitore tecnico per la stagione 1984-1985 rimane invariato: il fornitore tecnico è adidas, mentre lo sponsor ufficiale è Mita.

## Rosa
| N. |                   | Ruolo | Calciatore                 |
| -- | ----------------- | ----- | -------------------------- |
|    | Italia (bandiera) | P     | Pierantonio Bosaglia       |
|    | Italia (bandiera) | P     | Carlo Della Corna          |
|    | Italia (bandiera) | P     | Giuliano Giuliani          |
|    | Italia (bandiera) | D     | Massimo Albiero            |
|    | Italia (bandiera) | D     | Enrico Annoni              |
|    | Italia (bandiera) | D     | Pasquale Bruno             |
|    | Italia (bandiera) | D     | Marco Antonio De Marchi    |
|    | Italia (bandiera) | D     | Antonio Favaro             |
|    | Italia (bandiera) | D     | Giovanni Guerrini          |
|    | Italia (bandiera) | D     | Claudio Ottoni             |
|    | Italia (bandiera) | D     | Antonio Tempestilli        |
|    | Italia (bandiera) | C     | Giuseppe Maria Butti       |
|    | Italia (bandiera) | C     | Giancarlo Centi (capitano) |

| N. |                           | Ruolo | Calciatore                   |
| -- | ------------------------- | ----- | ---------------------------- |
|    | Italia (bandiera)         | C     | Luca Danilo Fusi             |
|    | Italia (bandiera)         | C     | Renzo Gobbo                  |
|    | Italia (bandiera)         | C     | Giovanni Invernizzi          |
|    | Italia (bandiera)         | C     | Luca Mattei                  |
|    | Italia (bandiera)         | C     | Gianfranco Matteoli          |
|    | Germania Ovest (bandiera) | C     | Hans-Peter Müller            |
|    | Italia (bandiera)         | C     | Egidio Notaristefano         |
|    | Italia (bandiera)         | C     | Enrico Todesco               |
|    | Italia (bandiera)         | C     | Fabio Viviani                |
|    | Svezia (bandiera)         | A     | Mats Dan Erling Corneliusson |
|    | Italia (bandiera)         | A     | Moreno Morbiducci            |
|    | Italia (bandiera)         | A     | Marino Palese                |

## Risultati

### Serie A

#### Girone di andata
| Como 16 settembre 1984, ore 15.00 1ª giornata | Como          | 0 – 0 referto | Juventus | Stadio Giuseppe Sinigaglia\| Arbitro: \| Redini (Pisa) \| |
| Arbitro:                                      | Redini (Pisa) |               |          |                                                           |

| Arbitro: | Ballerini (La Spezia) |

|            |           |                  |
| Cerezo 59’ | Marcatori | 77’ Corneliusson |

| Como 30 settembre 1984, ore 15.00 3ª giornata | Como                    | 0 – 0 referto | Fiorentina | Stadio Giuseppe Sinigaglia\| Arbitro: \| Pietro D'Elia (Salerno) \| |
| Arbitro:                                      | Pietro D'Elia (Salerno) |               |            |                                                                     |

| Arbitro: | Mattei (Macerata) |

|                                    |           |  |
| Bertoni 16’ Maradona 27’ Penzo 56’ | Marcatori |  |

| Arbitro: | Pirandola (Lecce) |

|                                   |           |  |
| Galparoli 73’ (aut.) Matteoli 90’ | Marcatori |  |

| Arbitro: | Baldi (Roma) |

|               |           |  |
| Altobelli 42’ | Marcatori |  |

| Arbitro: | Redini (Pisa) |

|                |           |  |
| Morbiducci 73’ | Marcatori |  |

| Arbitro: | Bianciardi (Siena) |

|            |           |  |
| Mancini 7’ | Marcatori |  |

| Arbitro: | Lombardo (Marsala) |

|             |           |  |
| Albiero 81’ | Marcatori |  |

| Arbitro: | Pairetto (Torino) |

|                                             |           |                              |
| Vianello 6’ Giuliani 38’ (aut.) Laudrup 76’ | Marcatori | 28’ (aut.) Batista 86’ Centi |

| Como 2 dicembre 1984, ore 15.00 11ª giornata | Como                  | 0 – 0 referto | Atalanta | Stadio Giuseppe Sinigaglia\| Arbitro: \| Ballerini (La Spezia) \| |
| Arbitro:                                     | Ballerini (La Spezia) |               |          |                                                                   |

| Arbitro: | Lombardo (Marsala) |

|                                       |           |                   |
| Serena 16’ Dossena 46’ Zaccarelli 57’ | Marcatori | 26’ (aut.) Júnior |

| Como 23 dicembre 1984, ore 15.00 13ª giornata | Como                  | 0 – 0 referto | Verona | Stadio Giuseppe Sinigaglia\| Arbitro: \| Ballerini (La Spezia) \| |
| Arbitro:                                      | Ballerini (La Spezia) |               |        |                                                                   |

| Arbitro: | Bianciardi (Siena) |

|                                    |           |               |
| Müller 22’ (rig.) Corneliusson 72’ | Marcatori | 17’ Lucarelli |

| Arbitro: | Magni (Bergamo) |

|  |           |                        |
|  | Marcatori | 25’ Matteoli 40’ Bruno |

#### Girone di ritorno
| Arbitro: | Mattei (Macerata) |

|                        |           |  |
| Bonini 9’ P. Rossi 42’ | Marcatori |  |

| Como 27 gennaio 1985, ore 15.00 17ª giornata | Como          | 0 – 0 referto | Roma | Stadio Giuseppe Sinigaglia\| Arbitro: \| Redini (Pisa) \| |
| Arbitro:                                     | Redini (Pisa) |               |      |                                                           |

| Arbitro: | Agnolin (Bassano del Grappa) |

|                      |           |                |
| Oriali 9’ Pulici 65’ | Marcatori | 56’ Morbiducci |

| Arbitro: | Paparesta (Bari) |

|             |           |                     |
| Todesco 58’ | Marcatori | 17’ (rig.) Maradona |

| Arbitro: | Agnolin (Bassano del Grappa) |

|                                             |           |          |
| Gerolin 15’, 82’ Fusi 66’ (aut.) Ottoni 76’ | Marcatori | 51’ Fusi |

| Como 3 marzo 1985, ore 15.00 21ª giornata | Como              | 0 – 0 referto | Inter | Stadio Giuseppe Sinigaglia\| Arbitro: \| Mattei (Macerata) \| |
| Arbitro:                                  | Mattei (Macerata) |               |       |                                                               |

| Arbitro: | Bergamo (Livorno) |

|              |           |  |
| Vincenzi 15’ | Marcatori |  |

| Como 24 marzo 1985, ore 15.00 23ª giornata | Como              | 0 – 0 referto | Sampdoria | Stadio Giuseppe Sinigaglia\| Arbitro: \| Mattei (Macerata) \| |
| Arbitro:                                   | Mattei (Macerata) |               |           |                                                               |

| Arbitro: | Magni (Bergamo) |

|                              |           |  |
| Finardi 24’ (rig.) Juary 74’ | Marcatori |  |

| Arbitro: | Paolo Bergamo (Livorno) |

|                |           |  |
| Morbiducci 53’ | Marcatori |  |

| Arbitro: | Agnolin (Bassano del Grappa) |

|             |           |  |
| Pacione 11’ | Marcatori |  |

| Como 28 aprile 1985, ore 15.00 27ª giornata | Como               | 0 – 0 referto | Torino | Stadio Giuseppe Sinigaglia (17.700 spett.)\| Arbitro: \| Bianciardi (Siena) \| |
| Arbitro:                                    | Bianciardi (Siena) |               |        |                                                                                |

| Verona 5 maggio 1985, ore 15.00 28ª giornata | Verona                     | 0 – 0 referto | Como | Stadio Marcantonio Bentegodi\| Arbitro: \| Esposito (Torre del Greco) \| |
| Arbitro:                                     | Esposito (Torre del Greco) |               |      |                                                                          |

| Arbitro: | Lanese (Messina) |

|           |           |              |
| Vullo 26’ | Marcatori | 16’ Guerrini |

| Como 19 maggio 1985, ore 15.00 30ª giornata | Como              | 0 – 0 referto | Milan | Stadio Giuseppe Sinigaglia\| Arbitro: \| Pairetto (Torino) \| |
| Arbitro:                                    | Pairetto (Torino) |               |       |                                                               |

### Coppa Italia

#### Primo turno
| Arbitro: | Leni (Perugia) |

|                           |           |  |
| Cacciatori 50’ Savino 88’ | Marcatori |  |

| Arbitro: | Ongaro (Rovigo) |

|  |           |              |
|  | Marcatori | 80’ Del Nero |

| Arbitro: | Bianciardi (Siena) |

|                                     |           |  |
| Matteoli 53’ Todesco 58’ Muller 84’ | Marcatori |  |

| Arbitro: | Baldi (Roma) |

|                |           |             |
| Battistini 53’ | Marcatori | 74’ Todesco |

| Arbitro: | Testa (Prato) |

|  |           |                         |
|  | Marcatori | 19’ Todesco 22’ Manarin |

## Statistiche

### Statistiche di squadra
| Competizione | Punti | In casa | In casa | In casa | In casa | In casa | In casa | In trasferta | In trasferta | In trasferta | In trasferta | In trasferta | In trasferta | Totale | Totale | Totale | Totale | Totale | Totale | DR  |
| Competizione | Punti | G       | V       | N       | P       | Gf      | Gs      | G            | V            | N            | P            | Gf           | Gs           | G      | V      | N      | P      | Gf     | Gs     | DR  |
| ------------ | ----- | ------- | ------- | ------- | ------- | ------- | ------- | ------------ | ------------ | ------------ | ------------ | ------------ | ------------ | ------ | ------ | ------ | ------ | ------ | ------ | --- |
| Serie A      | 25    | 15      | 5       | 10      | 0       | 8       | 2       | 15           | 1            | 3            | 11           | 9            | 25           | 30     | 6      | 13     | 11     | 17     | 27     | -10 |
| Coppa Italia | 5     | 2       | 1       | 0       | 1       | 3       | 1       | 3            | 1            | 1            | 1            | 3            | 3            | 5      | 2      | 1      | 2      | 6      | 4      | +2  |
| Totale       |       | 17      | 6       | 10      | 1       | 11      | 3       | 18           | 2            | 4            | 12           | 12           | 28           | 35     | 8      | 14     | 13     | 23     | 31     | -8  |

### Statistiche dei giocatori
| Giocatore        | Serie A  | Serie A | Serie A     | Serie A    | Coppa Italia | Coppa Italia | Coppa Italia | Coppa Italia | Totale   | Totale | Totale      | Totale     |
| Giocatore        | Presenze | Reti    | Ammonizioni | Espulsioni | Presenze     | Reti         | Ammonizioni  | Espulsioni   | Presenze | Reti   | Ammonizioni | Espulsioni |
| ---------------- | -------- | ------- | ----------- | ---------- | ------------ | ------------ | ------------ | ------------ | -------- | ------ | ----------- | ---------- |
| M. Albiero       | 26       | 1       | ?           | ?          | 3            | 0            | ?            | ?            | 29       | 1      | ?           | ?          |
| P. Bruno         | 27       | 1       | ?           | ?          | 5            | 0            | ?            | ?            | 32       | 1      | ?           | ?          |
| G. Butti         | 16       | 0       | ?           | ?          | 3            | 0            | ?            | ?            | 19       | 0      | ?           | ?          |
| G. Centi         | 28       | 1       | ?           | ?          | 5            | 0            | ?            | ?            | 33       | 1      | ?           | ?          |
| D. Corneliusson  | 17       | 2       | ?           | ?          | 1            | 0            | ?            | ?            | 18       | 2      | ?           | ?          |
| C. Della Corna   | -        | -       | -           | -          | 5            | -4           | ?            | ?            | 5        | -4     | 0+          | 0+         |
| A. Favaro        | 1        | 0       | ?           | ?          | -            | -            | -            | -            | 1        | 0      | 0+          | 0+         |
| L. Fusi          | 30       | 1       | ?           | ?          | 5            | 0            | ?            | ?            | 35       | 1      | ?           | ?          |
| G. Giuliani      | 30       | -27     | ?           | ?          | -            | -            | -            | -            | 30       | -27    | 0+          | 0+         |
| R. Gobbo         | 21       | 0       | ?           | ?          | 5            | 0            | ?            | ?            | 26       | 0      | ?           | ?          |
| G. Guerrini      | 22       | 1       | ?           | ?          | 5            | 0            | ?            | ?            | 27       | 1      | ?           | ?          |
| G. Invernizzi    | 12       | 0       | ?           | ?          | 1            | 0            | ?            | ?            | 13       | 0      | ?           | ?          |
| G. Manarin       | 3        | 0       | ?           | ?          | 5            | 1            | ?            | ?            | 8        | 1      | ?           | ?          |
| G. Matteoli      | 30       | 2       | ?           | ?          | 5            | 1            | ?            | ?            | 35       | 3      | ?           | ?          |
| M. Morbiducci    | 19       | 3       | ?           | ?          | -            | -            | -            | -            | 19       | 3      | 0+          | 0+         |
| H. Muller        | 14       | 1       | ?           | ?          | 3            | 1            | ?            | ?            | 17       | 2      | ?           | ?          |
| E. Notaristefano | 10       | 0       | ?           | ?          | -            | -            | -            | -            | 10       | 0      | 0+          | 0+         |
| C. Ottoni        | 24       | 0       | ?           | ?          | 5            | 0            | ?            | ?            | 29       | 0      | ?           | ?          |
| A. Tempestilli   | 27       | 0       | ?           | ?          | 4            | 0            | ?            | ?            | 31       | 0      | ?           | ?          |
| E. Todesco       | 29       | 1       | ?           | ?          | 5            | 3            | ?            | ?            | 34       | 4      | ?           | ?          |